# Rafael Bellveny
Rafael Bellveny, (Reus, segle xviii) va ser un comerciant i hisendat català i alcalde de Reus.
Era de família reusenca ben establerta. El seu pare, Josep Bellveny, va ser conseller a l'ajuntament de Reus el 1680, 1681, 1686 i 1689. El seu oncle Felip Bellveny va ser conseller el 1701, 1706 i 1711, i síndic també el 1711. Rafael Bellveny va ocupar l'alcaldia de Reus el 1749 i el 1750, quan es van recollir els títols de regidors i alcaldes per haver-se anul·lat una llei que permetia comprar els càrrecs municipals. Es va trobar una bona situació econòmica a l'ajuntament perquè a l'inici del seu mandat es van abolir els impostos que s'havien establert per la Guerra de Successió i encara eren vigents. Amb els diners que va recaptar, Rafael Bellveny va tirar endavant un projecte que l'ajuntament volia engegar des del 1731, la construcció d'un quarter militar per tal d'allotjar els soldats de guarnició a la vila, que fins aquell moment havien d'ocupar les cases dels veïns. De fet, el govern de Madrid va treure una disposició aquell any proposant i autoritzant la construcció de casernes militars a determinades ciutats i viles, i en sessió de 21 de març de 1750 l'ajuntament va donar poders a Josep Blanchart i Josep Bofarull, que es trobaven a Barcelona, per a proposar la construcció de la caserna al Capità General de Catalunya. El govern, en una disposició del 7 d'abril donada pel marquès de la Ensenada, va ordenar que l'enginyer Marcos Cestevars reconegués els terrenys de la vila de Reus que cedia l'ajuntament i aixequés uns plànols per a la construcció del Quarter de cavalleria.
El 1749 es va haver d'enfrontar amb l'ajuntament de Vila-seca que havia fet davant la Reial Audiència una reclamació sobre els drets i impostos que Reus cobrava a la duana del port de Salou, ja que considerava que no pertocaven a Reus, perquè el terme de Salou depenia d'aquella vila i volia gestionar-ne les destinacions i les quanties. L'Audiència va donar la raó a Reus. Durant el seu mandat, el 1750 va autoritzar l'ampliació i reconstrucció de l'antic convent de Sant Francesc. Van construir-se claustres nous i es van urbanitzar zones d'horts que fins llavors eren improductives.
Un fill seu, Bernat Bellveny, familiar del Sant Ofici, s'emparentà amb els Peirí de Cambrils.